# Кузіана (нафтогазове родовище)
Кузіана — гігантське нафтогазове родовище у Колумбії. Розташоване на північний схід від столиці країни Боготи в департаменті Касанаре. Відноситься до басейну Л'янос (Llanos), який отримав свою назву від передгірських рівнин Східної Кордил'єри, що становить частину колумбійських Анд.

## Історія відкриття
Відкриттю гігантських родовищ басейну Llanos тривалий час передували безуспішні розвідувальні роботи. У 1974 році національна колумбійська компанія Ecopetrol пробурила на структурі Кузіана свердловину Tauramena-1 яка втім не змогла досягнути наміченої глибини в формації Mirador через технічні проблеми. Через два роки свердловина Tauramena-2, на спорудження якої пішло близько року, досягла цієї формації, проте на цей раз технічні причини завадили отримати правильний результат на випробуванні.
Надалі за розвідку взялась компанія Triton, яка залучила у партнери міжнародні нафтогазові гіганти BP та Total, що разом отримали 80 % прав на ділянці Triton-у. Наприкінці 1987 року розпочалось буріння свердловини Cusiana-1. Роботам перешкоджали терористичні напади, через певний час прийшлось забурювати новий стовбур, потім раніше від запланованого перейти на менші діаметри доліт, і нарешті після більш ніж року зусиль передчасно завершити свердловину тільки-но досягнувши формації  Guadalupe. Перші три випробовування через забруднення привибійної зони важким баритовим буровим розчином виявились невдалими, і лише четверте дало неочікувано гарний приплив газу та конденсату з верхньої частини формації Mirador. Як було встановлено пізніше, вдалось потрапити у газову шапку.
Отримані результати сприяли закладці в 1989 році оціночної свердловини Cusiana-2. Проте її через кілька місяців прийшлось полишити внаслідок аварії підвіски обсадної колони. Нарешті, в середині 1991 року нова свердловина Cusiana-2A, буріння якої традиційно стикалось зі складнощами, відкрила в формації Guadalupe довгоочікуваний нафтовий поклад.      

## Характеристика покладів та запаси
Поклади легкої нафти родовища Кузіана відносяться до трьох різних формацій: еоценової Mirador, палеоценової Barco та Guadalupe, яка відноситься до крейдового періоду. Дві останні сформувались на мілководді в естуаріях річок, перша — в умовах алювіальної рівнини. В усіх випадках колекторами слугують пісковики. Кожен з трьох резервуарів має велику газову шапку. Глибина залягання продуктивних формацій становить від 4200 до 4800 метрів.
За оцінкою компанії Talisman (разом з Ecopetrol придбала у 2010 році колумбійські активи BP за майже 2 млрд доларів США) початкові геологічні запаси Кузіана складають 1400 млн барелів рідких вуглеводнів та 85 млрд м³ газу.

## Розробка
Родовище ввели в експлуатацію невдовзі після відкриття у 1995 році. Вже за три роки воно вийшло на рівень видобутку 310 тисяч барелів на день. Створені тут потужності розраховувались на рівень 405 тисяч барелів на день, проте після піку 1998-го розпочалось швидке падіння. Так, до 2004 року середньодобовий видобуток впав нижче 50 тисяч барелів та продовжував знижуватись. Станом на 2005 рік було вилучено 91 % видобувних запасів.
При цьому практично весь видобутий газ спрямовувався для зворотньої закачки у резервуар з метою підтримки пластового тиску (саме на це були розраховані створені тут потужності по обробці до 42 млн м³ газу на добу). Проте з 2005 року зростаючий в країні попит на блакитне паливо призвів до все більшого вилучення газу з метою продажу. Для цього спорудили газопроводи Кузіана – Ла-Беллеза та Кузіана Апіа — Богота.